# Central Plaza
Central Plaza – trzeci co do wysokości budynek Hongkongu, który znajduje się w dzielnicy Wan Chai. Ma 374 metry wysokości i przewyższają go jedynie 420-metrowy Two International Finance Centre oraz 484-metrowy International Commerce Centre. Uważany był za najwyższy budynek Azji w latach 1992–1996, dopóki nie wybudowano Shun Hing Square w Shenzhen. Ten 78-piętrowy budynek ukończono w kwietniu 1992 roku. Został najwyższym budynkiem Hongkongu (Bank of China Tower) i był nim do roku 1997 (kiedy wybudowano Two International Finance Centre).
Central Plaza był także najwyższym budynkiem wykonanym ze wzmocnionego betonu, dopóki nie wybudowano CITIC Plaza. Na szczycie wieżowca znajduje się neonowy zegar, odmierzający czas świecąc różnymi kolorami, zmieniającymi się co 15 minut i migocącymi przy tej zmianie. 
Mieszczą się tu głównie biura. Łączna powierzchnia biurowa wynosi 172 798 m². Piętra mają po 360 cm wysokości. Budynek posiada 39 wind i 3 kondygnacje podziemne. Na czubku masztu znajdującego się na dachu budynku zainstalowany jest wiatromierz, który wznosi się 378 metrów nad poziom morza. Maszt ma 102 metry wysokości. 
Mieści się tu również najwyżej położony kościół na świecie – Community Church Hong Kong.

## Niektórzy obecni dzierżawcy
- Chevron Corporation (Caltex) – piętra 41-42
- Community Church Hong Kong piętra 69 i 75
- ExxonMobil – piętro 23
- Sun Microsystems – piętro 66
- CBRE Group – piętro 34